# Závišice
Závišice (deutsch Sawersdorf) ist ein Ort im Okres Nový Jičín in der Region Moravskoslezský kraj (Tschechien).

## Geschichte
Die erste schriftliche Erwähnung stammt aus dem Jahr 1354.
Mitte des 13. Jahrhunderts wurde das Dörfchen Eigentum des Ritters Siegfried, der es von Arnold von Hückeswagen als Entlohnung für die Mithilfe beim Umbau der Burg Alt Titschein und beim Bau der Burg Hukvaldy erhielt. Siegfried ließ im Dorf eine Steinfeste erstellen. 1256 teilten die Olmützer Bischöfe das Dorf in zwei Ortsteile auf. Unter-Sawersdorf wurde Eigentum des Bistums, Ober-Sawersdorf blieb in den Händen der bisherigen Besitzer. Später gehörten die Ländereien den Herren von Füllstein, Vikštejn, Sedlnitzky, den Puklinové von Pozořice, den Schwarzenbergern, den Herren von Auspitz und denen von Fulnek. Unter-Sawersdorf wurde vom Bistum an verschiedene Herren als Lehen übergeben.
1554 wurde der Ort nochmals geteilt in Groß-Salewitz als Lehen und Klein-Salewitz als Erbeigentum. In dieser Zeit wurde auch die Festung verlassen und verlor an Bedeutung. 1839 wurde das bistümliche Eigentum aufgrund eines Dekrets von Kaiser Ferdinand I. an die Bewohner verkauft, 1850 wurden die beiden Dörfer wieder vereinigt.
Im Laufe seiner Geschichte wurde das Dorf auch als Závěšice, Syfridsdorf, Zayfidsdorf, Zawischicze, Sigfridi Villa, Sawieschitz, Zawischice bezeichnet.
Nach dem Münchner Abkommen wurde der Ort dem Deutschen Reich zugeschlagen und gehörte bis 1945 zum Landkreis Neu Titschein.

## Sehenswürdigkeiten
- Kirche der Hl. Katharina
- Kirche des Cyril und Method
- Steinfestung